# تاکوپولا (میسیسیپی)
تاکوپولا (به انگلیسی: Toccopola) شهرکی در ایالت میسیسیپی کشور ایالات متحده آمریکا است که جمعیت آن در سرشماری سال ۲۰۱۰ میلادی، ۲۴۶
نفر بوده‌است.